# Monkey Gland
Il Monkey Gland è un all day cocktail a base di gin, succo d'arancia, granatina e assenzio. È un cocktail ufficiale dell'IBA. 

## Storia
Il suo nome significa "ghiandola di scimmia" e pare che fosse stato ideato dal barman Harry MacElhone, presso l'Harry's New York Bar di Parigi, in onore dello scienziato Serge Voronoff. Il nome si riferisce ai testicoli di scimmia: Voronoff aveva messo a punto una pratica che prevedeva l'impianto di tessuto testicolare di scimmia nell'uomo con l'intento di far ringiovanire il paziente.

## Composizione
- 5 cl di gin
- 3 cl succo d'arancia
- 2 gocce di granatina
- 2 gocce di assenzio

## Preparazione
Prendere una coppetta da cocktail e raffreddarla riempiendola di cubetti di ghiaccio. In un secondo bicchiere aggiungere 5 cl di gin, poi 3 cl di succo d'arancia fresco, 2 gocce di granatina e 2 gocce d'assenzio. Versare il tutto in uno shaker pieno di ghiaccio ed agitare bene. Servire senza cannuccia.